# Yaşar Doğu
Yaşar Doğu (1913 Karlı, Kavak – 8. ledna 1961 Ankara) byl turecký zápasník, olympijský vítěz z roku 1948.

## Sportovní kariéra
Narodil se do rodiny původem z adygejského kmene ubychů. Vyrůstal v obci Emirli v provincii Samsun. Odmala se věnoval národnímu tureckému zápasu karakucak. Na vojnu narukoval v polovině třicátých let dvacátého století do hlavního města Ankary, kde se v místním zápasnickém klubu seznámil s olympijským zápasem.
V roce 1939 ho finský trenér turecké reprezentace Onni Pellinen vzal poprvé na turnaj mistrovství Evropy v řecko-římském stylu. Jeho další sportovní kariéru však přerušila druhá světová válka. Po skončení války se začal specializovat na olympijský volný styl. V roce 1948 startoval na olympijských hrách v Londýně ve váze do 73 kg a po zcela suverénním výkonu vybojoval zlatou olympijskou medaili – 5 ze 6 soubojů vyhrál před časovým limitem na lopatky. V roce 1951 získal svůj první titul mistra světa ve váze do 87 kg. V roce 1952 byl připraven obhajovat zlatou olympijskou medaili na olympijských hrách v Helsinkách. Do Helsinek však neodcestoval, protože ho turecký olympijský výbor pod tlakem mezinárodního olympijského výboru zbavil statutu amatéra za přijímaní finančních odměn za sportovní činnost tj. za profesionalismus.
Po skončení sportovní kariéry se věnoval trenérské práci. Zemřel předčasně v roce 1961 po druhém infarktu.

## Výsledky

### Volný styl
| Turnaj             | 1939 | 1940 | 1941 | 1942 | 1943 | 1944 | 1945 | 1946 | 1947 | 1948 | 1949 | 1950 | 1951 |
| Turnaj             | 26   | 27   | 28   | 29   | 30   | 31   | 32   | 33   | 34   | 35   | 36   | 37   | 38   |
| Turnaj             |      |      |      |      |      |      |      | -73  | -73  | -73  | -79  |      | -87  |
| ------------------ | ---- | ---- | ---- | ---- | ---- | ---- | ---- | ---- | ---- | ---- | ---- | ---- | ---- |
| Olympijské hry     |      |      |      |      |      |      |      |      |      | 1.   |      |      |      |
| Mistrovství světa  |      |      |      |      |      |      |      |      |      |      |      |      | 1.   |
| Mistrovství Evropy |      |      |      |      |      |      |      | 1.   |      |      | 1.   |      |      |

### Řecko-římský styl
| Turnaj             | 1939 | 1940 | 1941 | 1942 | 1943 | 1944 | 1945 | 1946 | 1947 | 1948 | 1949 | 1950 | 1951 |
| Turnaj             | 26   | 27   | 28   | 29   | 30   | 31   | 32   | 33   | 34   | 35   | 36   | 37   | 38   |
| Turnaj             | -66  |      |      |      |      |      |      |      | -73  |      |      |      |      |
| ------------------ | ---- | ---- | ---- | ---- | ---- | ---- | ---- | ---- | ---- | ---- | ---- | ---- | ---- |
| Olympijské hry     |      |      |      |      |      |      |      |      |      | —    |      |      |      |
| Mistrovství světa  |      |      |      |      |      |      |      |      |      |      |      | —    |      |
| Mistrovství Evropy | 2.   |      |      |      |      |      |      |      | 1.   |      |      |      |      |